# Said Sum
Said Sum è un singolo del rapper statunitense Moneybagg Yo, pubblicato il 30 giugno 2020 tramite Interscope e N-Less Entertainment.

## Descrizione
Moneybagg Yo ha annunciato per la prima volta la traccia in un post di Instagram il 29 giugno 2020. Come notato da Revolt ' Jon Powell, la canzone vede Moneybagg "prendere colpi a un avversario". Rivolge questo brano sublimemente alle persone che cercano sempre qualcosa da ridire contro di lui, ma in fin dei conti non dicono nulla di significativo. Il brano è stato prodotto da TurnMeUpYC, produttore discografico che collabora spesso con Moneybagg.

## Video musicale
Il video musicale, diretto da BenMarc è stato pubblicato in concomitanza con la canzone. Il video è ambientato in un salone di bellezza e da un barbiere, dove Moneybagg è il cliente. La seconda località è il suo studio di registrazione dove suona un violino e la terza è il sedile posteriore di un'auto nel quale il rapper mostra la sua ricchezza.

## Tracce
Testi e musiche di Demario White, Jr., Deondre Speaks.
1. Said Sum – 2:35

## Accoglienza
Jon Powell di Revolt ha definito il brano un' "hard-hitting" traducibile come vigoroso.

## Remix
Il 16 settembre 2020 Moneybagg Yo ha pubblicato il remix in collaborazione con le City Girls e DaBaby come artisti ospiti. Un mese dopo, il 19 ottobre 2020 il rapper ha pubblicato il videoclip del singolo su YouTube. Il singolo è incluso nel mixtape di Moneybagg e Blac Youngsta Red Code, uscito il 18 settembre 2020.

## Successo commerciale
Prima della realizzazione del remix il brano ha raggiunto la posizione numero 44 della Billboard Hot 100, successivamente dopo il remix il brano ha raggiunto la posizione 24 e il 7 novembre ha raggiunto la numero 17.

## Classifiche

### Classifiche settimanali
| Classifica (2020)         | Posizione massima |
| ------------------------- | ----------------- |
| Canada                    | 88                |
| Stati Uniti               | 17                |
| Stati Uniti (R&B/hip-hop) | 8                 |

### Classifiche di fine anno
| Classifica (2020) | Posizione |
| ----------------- | --------- |
| Stati Uniti       | 98        |